# Дніпропетровська округа
Дніпропетро́вська окру́га (до 1926 року — Катериносла́вська) — одиниця адміністративного поділу Української СРР, що існувала з квітня 1923 по вересень 1930 року. Адміністративний центр — місто Дніпропетровськ (Катеринослав).
Утворена в 1923 році як Катеринославська округа в складі Катеринославської губернії.
У червні 1925 року губернії в Україні було скасовано й округа перейшла в пряме підпорядкування Українській СРР.

## Адміністративний поділ
На 1 січня 1926 року округа поділялась на 14 районів:
- Верхньо-Дніпровський. Центр — Верхньо-Дніпровськ
- Діївський. Центр — село Діївка
- Лизавето-Кам'янський. Центр — село Кам'янка
- Кам'янський. Центр — місто Кам'янське
- Котовський. Центр — смт Котове
- Криничанський. Центр — село Кринички
- Лоцман-Кам'янський. Центр — село Лоцман-Кам'янка
- Мануйлівський. Центр — село Мануйлівка
- Магдалинівський. Центр — село Магдалинівка
- Новомосковський. Центр — місто Новомосковськ
- Прядівський. Центр — село Прядівка
- Петриківський. Центр — смт Петриківка
- Солонянський. Центр — смт Солоне
- Царичанський. Центр — смт Царичанка

10 червня 1925 р. приєднано частину Красноградської округи та Царичанський район Полтавської округи.
16 червня 1926 року до Катеринославської округи приєднана більша частина території Павлоградської округи.
20 липня 1926 року Катеринославську округу перейменовано на Дніпропетровську округу.
Станом на 1928 рік з Діївського та Лоцман-Кам'янського районів створено Діїво-Лоцманський район.
Станом на 1929 рік з Лизавето-Кам'янського, Діїво-Лоцманського та Мануйлівського районів створено Дніпропетровський район.
З 15 вересня 1930 року округи в УСРР ліквідовані.

Карта Катеринославської округи у складі Катеринославської губернії, 1923
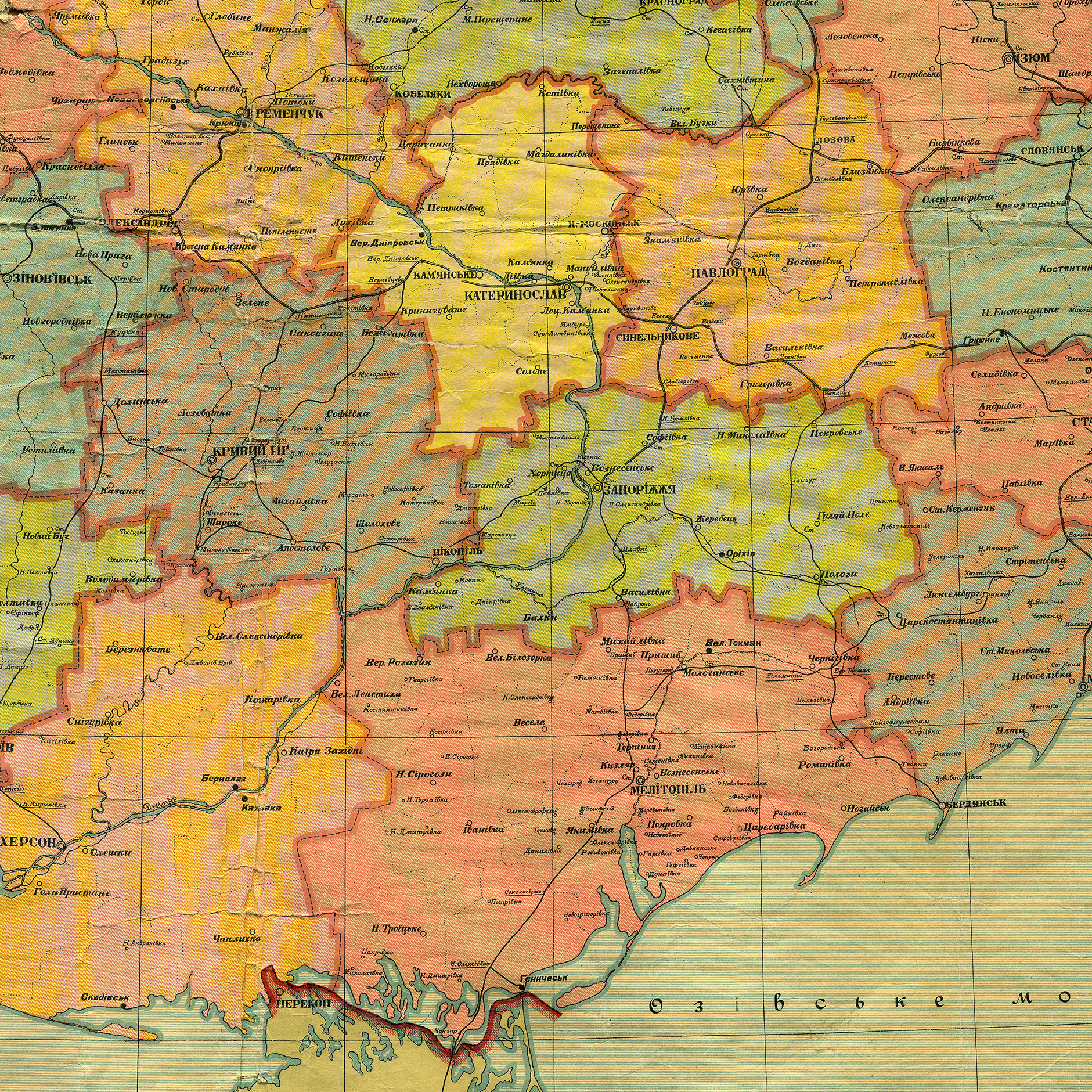
Карта Катеринославської округи, адміністративні межі станом на 1 жовтня 1925
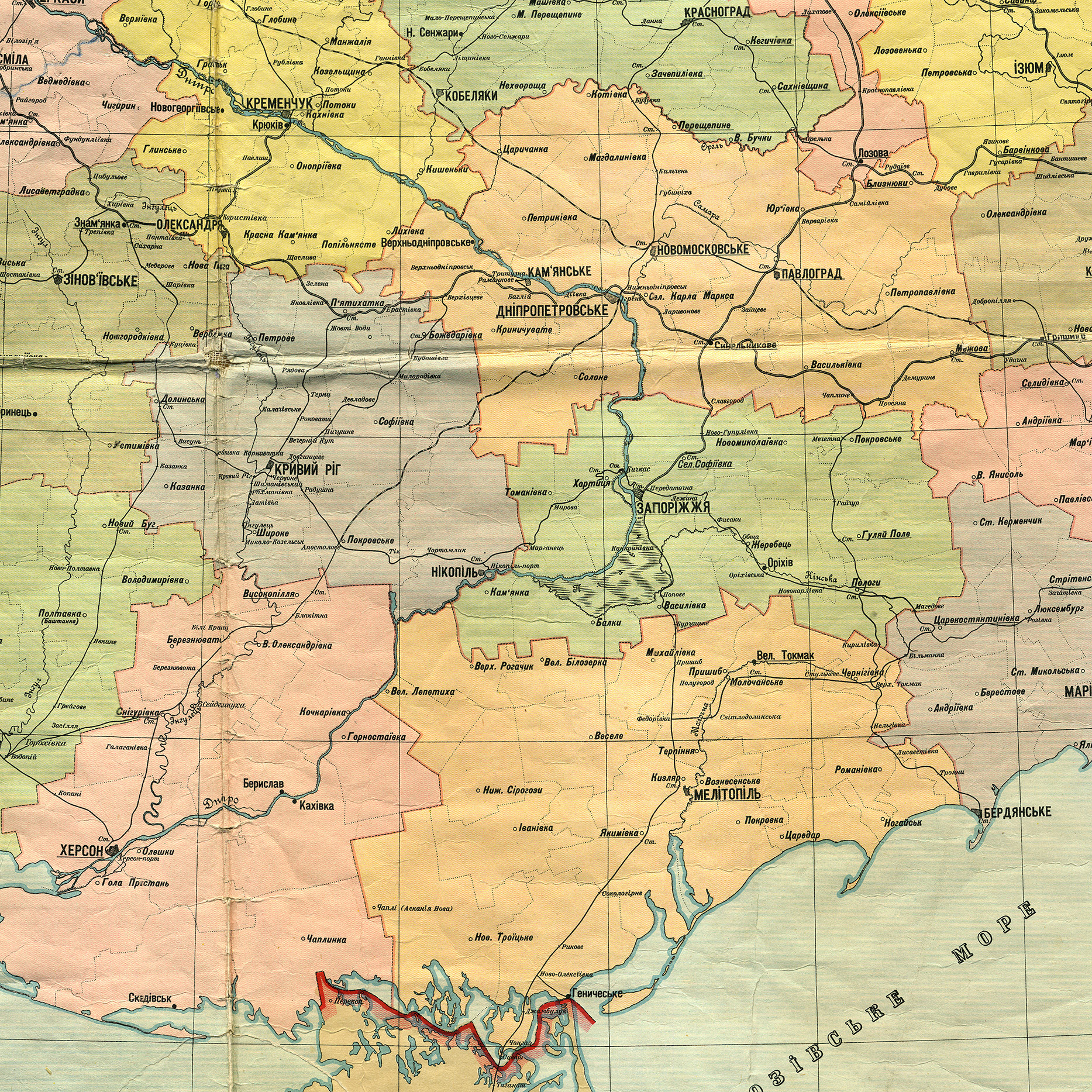
Карта Катеринославської округи, адміністративні межі станом на 1 березня 1927

## Населення

### Національний склад
Населення та національний склад районів округи за переписом 1926 року
| Район                   | Населення, осіб | Національний склад, % | Національний склад, % | Національний склад, % | Національний склад, % | Національний склад, % | Національний склад, % |
| Район                   | Населення, осіб | українці              | росіяни               | євреї                 | німці                 | білоруси              | поляки                |
| ----------------------- | --------------- | --------------------- | --------------------- | --------------------- | --------------------- | --------------------- | --------------------- |
| м. Дніпропетровськ      | 232 336         | 36,0                  | 31,6                  | 26,7                  | 0,7                   | 1,9                   | 1,8                   |
| Близнюківський          | 53 889          | 93,8                  | 4,2                   | 0,1                   | 1,7                   | 0,1                   |                       |
| Васильківський          | 84 832          | 97,0                  | 1,3                   | 0,3                   | 1,0                   | 0,1                   | 0,1                   |
| Верхньо-Дніпровський    | 48 918          | 96,0                  | 1,5                   | 1,9                   | 0,1                   | 0,1                   | 0,2                   |
| Дніпропетровський       | 67 909          | 78,1                  | 11,7                  | 0,1                   | 1,8                   | 6,6                   | 0,3                   |
| Кам'янський район       | 59 259          | 73,1                  | 17,1                  | 2,4                   | 0,3                   | 2,9                   | 3,6                   |
| Карломарксівський       | 55 898          | 89,9                  | 3,2                   | 0,3                   | 5,7                   | 0,4                   | 0,2                   |
| Котовський район        | 52 538          | 99,5                  | 0,3                   |                       |                       |                       |                       |
| Криничуватський         | 35 454          | 98,8                  | 0,7                   | 0,1                   |                       | 0,2                   | 0,1                   |
| Магдалинівський         | 37 538          | 98,2                  | 0,5                   |                       | 1,1                   |                       |                       |
| Межівський              | 56 773          | 98,0                  | 0,7                   | 0,4                   | 0,6                   |                       | 0,1                   |
| Новомосковський         | 76 094          | 95,5                  | 2,0                   | 1,9                   | 0,1                   |                       | 0,1                   |
| Павлоградський          | 76 266          | 73,0                  | 20,8                  | 5,2                   | 0,1                   | 0,2                   | 0,2                   |
| Перещепинський          | 43 850          | 98,8                  | 0,7                   | 0,2                   |                       | 0,1                   | 0,1                   |
| Петриківський           | 49 819          | 99,3                  | 0,2                   | 0,2                   |                       |                       |                       |
| Петропавлівський        | 44 165          | 92,0                  | 6,4                   | 0,4                   | 0,9                   |                       |                       |
| Синельниківський        | 62 780          | 87,4                  | 4,4                   | 2,6                   | 4,5                   | 0,4                   | 0,2                   |
| Солонянський            | 40 360          | 95,9                  | 2,3                   | 0,3                   | 1,2                   | 0,1                   |                       |
| Царичанський            | 68 371          | 99,6                  | 0,1                   | 0,1                   |                       |                       |                       |
| Юр'ївський              | 62 780          | 97,2                  | 2,3                   | 0,0                   | 0,1                   | 0,1                   |                       |
| Дніпропетровська округа | 1 292 239       | 81,8                  | 9,6                   | 5,6                   | 1,0                   | 0,9                   | 0,6                   |

### Мовний склад
Рідна мова населення Дніпропетровської округи за переписом 1926 року
| Район                   | Населення, осіб | Рідна мова, % | Рідна мова, % | Рідна мова, % |
| Район                   | Населення, осіб | українська    | російська     | інша          |
| ----------------------- | --------------- | ------------- | ------------- | ------------- |
| м.Дніпропетровськ       | 232 336         | 20,4          | 63,8          | 15,8          |
| Близнюківський          | 53 889          | 92,2          | 5,8           | 2,0           |
| Васильківський          | 84 832          | 96,5          | 1,9           | 1,6           |
| Верхньо-Дніпровський    | 48 918          | 95,4          | 2,8           | 1,7           |
| Дніпропетровський       | 67 909          | 73,8          | 22,6          | 3,5           |
| Кам'янський район       | 59 259          | 67,8          | 25,2          | 7,0           |
| Карломарксівський       | 55 898          | 87,9          | 5,7           | 6,4           |
| Котовський район        | 52 538          | 99,3          | 0,4           | 0,4           |
| Криничуватський         | 35 454          | 98,8          | 0,9           | 0,3           |
| Магдалинівський         | 37 538          | 96,3          | 2,2           | 1,4           |
| Межівський              | 56 773          | 97,9          | 0,8           | 1,4           |
| Новомосковський         | 76 094          | 92,4          | 5,9           | 1,7           |
| Павлоградський          | 76 266          | 67,2          | 30,5          | 2,3           |
| Перещепинський район    | 43 850          | 98,8          | 0,9           | 0,3           |
| Петриківський           | 49 819          | 99,0          | 0,7           | 0,3           |
| Петропавлівський        | 44 165          | 89,5          | 8,9           | 1,6           |
| Синельниківський        | 62 780          | 80,2          | 13,2          | 6,7           |
| Солонянський            | 40 360          | 95,0          | 3,4           | 1,6           |
| Царичанський            | 68 371          | 99,3          | 0,2           | 0,5           |
| Юр'ївський              | 45 190          | 96,1          | 3,3           | 0,5           |
| Дніпропетровська округа | 1 292 239       | 77,2          | 18,0          | 4,7           |

## Керівники округи

### Відповідальні секретарі окружного комітетуКП(б)У
- Єрмоленко Панас Максимович (1924—01.1925),
- Рибніков Нісен Йосипович (01.1925—.08.1925),
- Медведєв Олексій Васильович (08.1925—11.1927),
- Семенов Борис Олександрович (11.1927—.08.1930)

### Голови окружного виконавчого комітету
- Лихоманов Андрій Матвійович (1923—06.1923),
- Капранов Микола Євдокимович (09.1923—1924),
- Лихоманов Андрій Матвійович (1924—01.1925),
- Матяш Н. І. (01.1925—08.1925),
- Гаврилов Іван Андрійович (08.1925—05.1927),
- Колос Григорій Оксентійович (05.1927—10.1929),
- Яблоков (10.1929—2.11.1929),
- Сорокін Павло Дмитрович (2.11.1929—.08.1930)